# Феникс (космический аппарат)
Фе́никс (англ. Phoenix) — космический аппарат (автоматическая межпланетная станция) НАСА для изучения Марса, работавший в 2008 году. 
Феникс стал первым аппаратом, запущенным по программе Mars Scout. На его борту находился комплекс приборов, позволяющих изучать геологическую историю воды, а также исследовать среду, с целью выявления условий, благоприятных для жизни микроорганизмов.
«Феникс» — шестой аппарат, совершивший мягкую посадку на поверхность Марса. Также «Феникс» стал первым аппаратом, успешно совершившим посадку в полярном регионе Марса.
Техническое и научное руководство в проекте «Феникс» осуществляли Лаборатория реактивного движения и Университет Аризоны соответственно, изготовлением аппарата занималась компания Lockheed Martin Space System, Канадское космическое агентство снабдило зонд метеокомплексом. Кроме того, проект шёл при партнёрстве университетов США, Канады, Швейцарии, Дании, Германии и Великобритании.
Запуск аппарата состоялся 4 августа 2007 года, успешная посадка произошла 25 мая 2008 года. Последний сеанс связи с аппаратом прошёл 2 ноября 2008 года, и 10 ноября того же года было объявлено об окончании миссии.

## Цели проекта
«Феникс» предназначен для углублённого исследования марсианского грунта, а также изучения атмосферы и метеорологических наблюдений. 
Одна из задач — обнаружить следы жизни. 
Аппарат, совершив посадку в зоне марсианской Арктики, был призван ответить на три ключевых вопроса: пригодны ли полярные районы Марса для жизни, тает ли там периодически лед и как менялись погодные условия в зоне примарсения в исторический период, а также исследовать особенности марсианского климата.
Главной задачей миссии являлся поиск воды на Красной планете. «За водой» — именно так звучал неофициальный лозунг проекта. К тому же считается, что «Феникс» стал ещё одной ступенькой на пути к будущему полёту на Марс людей. 

### Программа научных исследований
Научное оборудование, установленное на «Фениксе», было призвано решать задачи в пяти областях естествознания: гидрологии, геологии, химии, биологии и метеорологии. 
Polar Lander приземлился в районе полюса Марса между 65 и 75 градусами северной широты. Миссия была рассчитана на 90 марсианских дней, в течение которых предполагалось выдвинуть манипулятор, задачей которого будет выкопать (вернее — выцарапать) яму во льду глубиной около полуметра и доставить полученные образцы грунта в мини-лаборатории космического корабля. Ожидалось, что лёд и осадочные породы могут содержать органические вкрапления, свидетельствующие о существовании жизни на Красной планете.
Учёные надеялись, что подобно земным пустыням, которые на первый взгляд кажутся безжизненными, но не являются таковыми, полярные пустыни Марса могут в настоящем или в прошлом быть обитаемыми — несмотря на то, что последний дождь там шёл, вероятно, несколько миллионов лет назад. Согласно некоторым расчётам, каждые 50 тысяч лет из-за вариаций орбиты на Марсе происходит потепление климата, в ходе которого лёд тает. И есть крошечная вероятность, что живые организмы, находящиеся в анабиозе, возвращаются в эти периоды к жизни.
Аппарат впервые произвёл бурение поверхности на месте посадки вблизи северного полюса Марса, где орбитальный аппарат «Одиссей» обнаружил большие запасы подземного льда. 
18 июня 2008 года этот зонд нашёл лёд, который потом растаял. 1 августа 2008 года после тщательного исследования выяснилось, что лёд был водяной.

## Конструкция
Аппарат не способен к передвижению по поверхности планеты. 
Значительная часть научного оборудования и технических систем «Феникса» унаследована от неудачной миссии Mars Polar Lander и от несостоявшейся миссии Mars Surveyor 2001 Lander, что определило относительно невысокую стоимость проекта — 420 млн долларов.
«Мозгом» аппарата является бортовой компьютер BAE Systems RAD6000, построенный на базе RISC-процессоров, использующих 32-разрядную архитектуру IBM POWER, и работающий под управлением ОСРВ VxWorks. Среди функций компьютера, устойчивого к значительным перепадам температур и имеющего защиту от радиации, — навигация, а также управление научным оборудованием и электропитанием космического аппарата.
Из 420 млн долларов, потраченных на проект, 325 млн составил грант, полученный Университетом штата Аризона. Это учебное заведение также приютило у себя Центр управления, который командовал космическим кораблём во время миссии и получал от него научные результаты.
В рамках проекта НАСА выполняло запуск устройства, Университет штата Аризона — курировал создание оборудования, установленного на космическом аппарате, а компания Lockheed Martin — сконструировала и построила собственно сам корабль. 
В задачи Лаборатории реактивного движения, подразделения Калифорнийского технологического института, входило управление маневрированием марсианского зонда в космосе, а также расчёт траектории движения. Помимо этого JPL взяла на себя посадку корабля на поверхность Красной планеты.

## Научное оборудование
На «Фениксе» установлено семь различных приборов, которые способны исследовать зону высадки максимально комплексно.

### Средство визуального исследования Марса

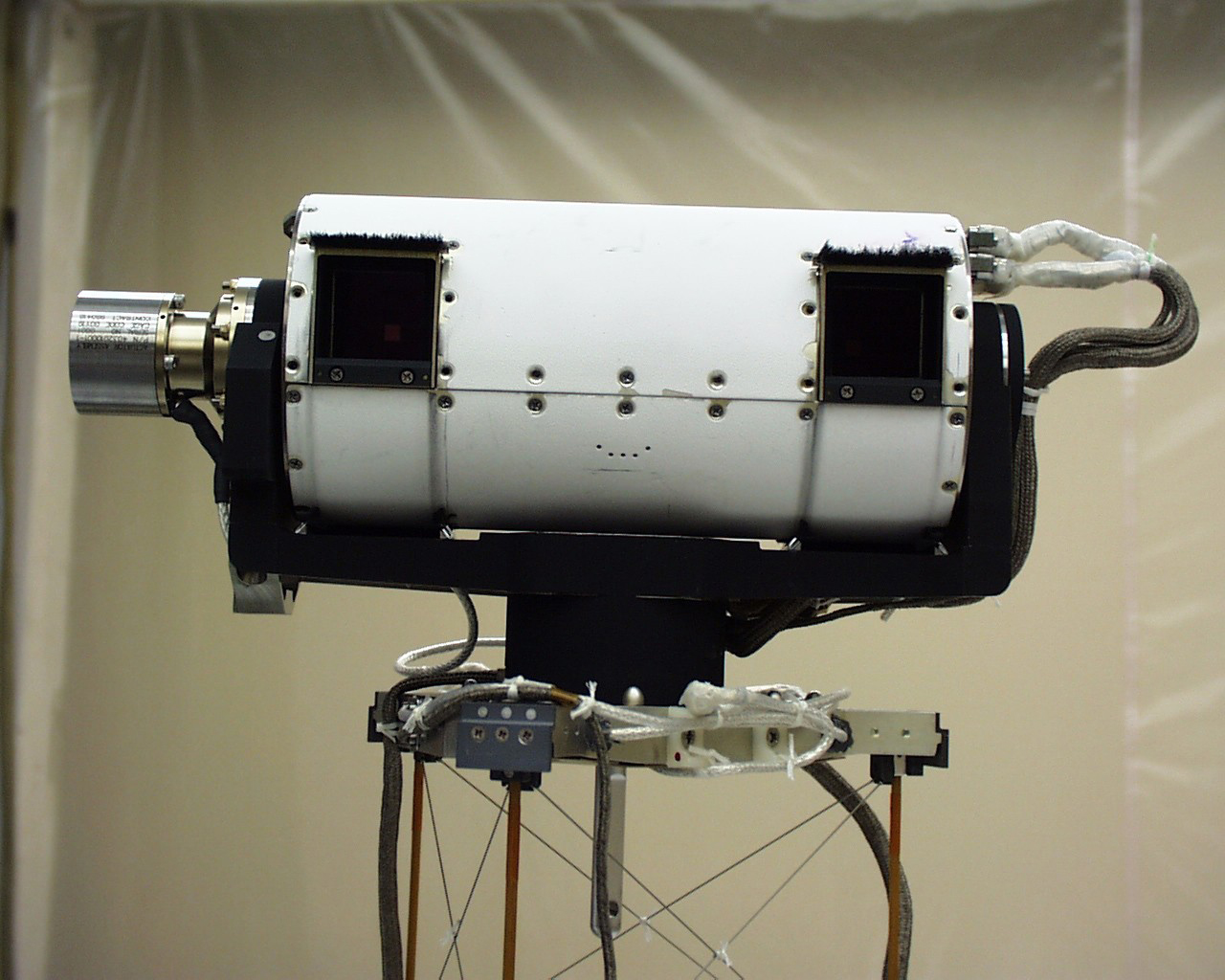
Система Surface Stereo Imager (SSI).

В состав оборудования корабля входит построенная в Университете штата Аризона оптическая система Surface Stereo Imager (SSI). Она состоит из двух камер, смонтированных на выдвижной башенке высотой около 2 м, и предназначена для визуального исследования планеты. Система позволит получать стереоизображения арктической марсианской пустыни с разрешением 1024×1024 в оптическом и инфракрасном диапазонах. SSI будет поддерживать манипуляции механической руки и даст возможность формировать цифровые модели рельефа (ЦМР) окружающей корабль местности, что, в свою очередь, обеспечит создание трёхмерных виртуальных изображений марсианского пространства. Помимо этого SSI поспособствует геоморфологическому и минералогическому анализу Красной планеты. Ещё одной задачей является исследование оптических свойств атмосферы Марса, в частности — визуальная оценка количества пыли в воздухе.
Кроме вышеперечисленных задач, SSI будет вести наблюдение за количеством пыли, осаждающейся на приземлённом космическом аппарате, что позволит сделать вывод о скорости осадконакопления и особенностях протекания атмосферных и эрозионных процессов на планете, а также даст возможность оценивать запылённость солнечных батарей и вызванное этим фактором снижение количества энергии. Последнее напрямую влияет на время функционирования «Феникса».

### Камера манипулятора
Установленная на конце манипулятора камера Robotic Arm Camera (RAC) создана совместно учёными из Университета штата Аризона и немецким Институтом исследований Солнечной системы Общества Макса Планка. Камера укреплена непосредственно возле ковша и позволяет в деталях видеть место, где проводится забор образцов грунта и льда.
Изображение стенок вырытой траншеи, как полагают учёные, позволит геологам определить наличие и очерёдность залегания напластований. В частности, изображения, на которых видны цвета и размеры частиц грунта, слагающего поверхность Марса в вертикальном разрезе, дадут возможность сделать выводы об изменении условий залегания осадков, а значит, и об истории изменения марсианского климата. Камера снабжена двумя источниками света, верхний из которых состоит из 36 голубых, 18 зелёных и 18 красных ламп, а нижний — из 16, 8 и 8 ламп соответственно. Помимо этого в состав устройства входят два моторчика, первый меняет фокусное расстояние объектива, а второй поднимает и опускает прозрачный пылезащитный кожух. Максимальное разрешение камеры — 23 микрона на пиксел.

### Манипулятор и метеорологическая станция
Основной инструмент корабля — манипулятор Robotic Arm (RA), созданный JPL и способный двигаться вперёд-назад, вправо-влево, вверх и вниз, а также совершать круговые движения. Длина устройства составляет 2,35 м. На Земле манипулятор испытывали в американской Долине Смерти, местности с очень твёрдым грунтом, где он смог выкопать за 4 часа траншею глубиной 25 см.
В задачи метеорологического оборудования (MET, Meteorological Station), созданного Канадским космическим агентством, входит ежедневная фиксация изменений марсианской погоды путём использования датчиков температуры и атмосферного давления, а также измерение концентрации пыли и ледяного пара в воздухе Красной планеты с помощью лидара (light detection and ranging, LIDAR). Лидар будет посылать короткие импульсы света вертикально вверх и фиксировать отражённые атмосферой сигналы, что поможет выявить наличие невидимых невооружённым глазом облаков, тумана и мест концентрации пыли. При этом температура на планете будет измеряться с помощью трёх термопар, установленных на выдвижной башенке высотой 1,2 м. Такое инженерное решение сможет фиксировать вертикальный профиль температуры у поверхности Марса.

### Микроскопы
Модуль MECA (Microscopy, Electrochemistry, and Conductivity Analyzer), создание которого курировалось JPL, включает в себя оптический и сканирующий атомно-силовой микроскопы. Работа последнего основана на использовании сил атомных связей, действующих между атомами вещества. Атомный микроскоп — результат работы швейцарского консорциума, а оптический создан Университетом штата Аризона.
Максимальное разрешение оптического микроскопа — 4 мкм, атомного — 10 нм. Микроскопические изображения марсианского грунта будут использоваться, в частности, для поиска доказательств того, что изучаемый субстрат когда-либо подвергался воздействию воды. Для этого будет проводиться поиск крошечных вкраплений глины. Оптический микроскоп снабжён инструментами подсветки — в его состав входят красная, зелёная, синяя и ультрафиолетовая лампы. Одноразовые средства подготовки образцов при этом созданы с использованием силикона.
Помимо этого в состав MECA входит инструмент для химического анализа растворенных в воде образцов грунта. Подобный метод исследования позволяет определять pH полученного раствора, а также выявлять наличие кислорода, углекислого газа, хлоридов, бромидов и сульфатов. MECA также содержит инструмент для определения тепловой и электрической проводимости образцов — для этого используются три иглы, вмонтированные в верхнюю часть механической руки.

### Масс-спектрометр

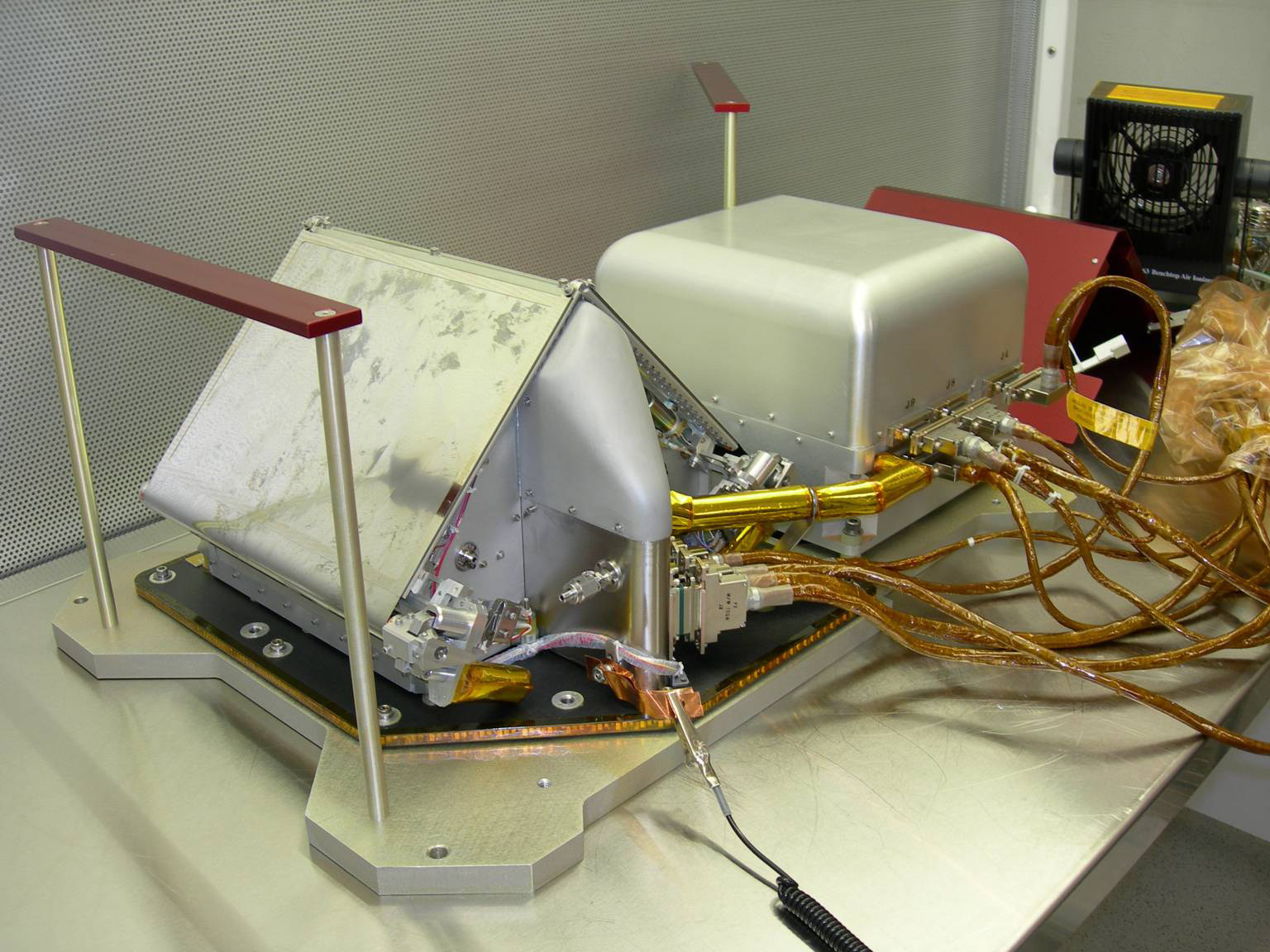
Модуль TEGA (Thermal and Evolved Gas Analyzer).

Модуль TEGA (Thermal and Evolved Gas Analyzer), построенный университетами штатов Аризона и Техаса в Далласе, является предметом особой гордости команды Феникса. Устройство содержит восемь миниатюрных одноразовых муфельных печек, в которых происходит нагревание образцов марсианского грунта. По своим размерам каждая такая печка напоминает стержень шариковой ручки. Нагревание проходит медленно, при этом определяется теплоёмкость образца. Когда температура в печке достигает 1000 °C, нагретый материал начинает выделять газ, который анализируется встроенным масс-спектрометром, определяющим концентрацию конкретных молекул и атомов в образце.

### Фотографирование на спуске
Последний из инструментов, Mars Descent Imager (MARDI), был создан компанией Malin Space Science Systems, и представляет собой камеру, которая может использоваться для фотографирования места спуска в процессе снижения аппарата на поверхность Марса. Ожидалось, что съёмка начнётся после того, как Феникс снизится до высоты примерно в 7 км и сбросит термозащиту. Фотографии помогут точно определить место, где сел корабль, а также предоставить информацию о географических, геоморфологических и геологических особенностях близлежащего ландшафта.
Полученные снимки также могут помочь определить, является ли место посадки типичным для приполярных регионов Марса. То есть могут ли полученные в ходе проекта результаты быть распространены на всю арктическую марсианскую пустыню.
MARDI весит около полукилограмма и, как предполагалось, израсходует на создание серии снимков не более 3 Вт электричества. Угол обзора при этом будет составлять 66°, размер каждой фотографии 1024×1024 пиксела, а время экспозиции равно 4 мс.
Однако, предстартовые тесты летательного аппарата идентифицировали потенциальную проблему в обработках данных от камеры в течение критических моментов заключительного этапа посадки на поверхность планеты. Это привело к решению не использовать камеру.
Инструмент также содержит микрофон, который, равно как и камера, не был использован.

## Хронология миссии
Для миссии «Феникс» окно запуска в сторону Марса находилось в периоде с 3 по 24 августа 2007 года. Из-за «Феникса» на сентябрь был перенесён запуск миссии «Dawn».

### Запуск
«Феникс» был запущен 4 августа 2007 года в 09:26:34 UTC с помощью ракеты-носителя «Дельта-2 7925» с мыса Канаверал во Флориде, США. 
Вес ракеты на старте составлял более 280 тонн.

### Работа на поверхности Марса
«Феникс» выполнил запланированную на 90 марсианских суток программу и проводил научные исследования 157 марсианских суток до 29 октября. Затем недостаток энергии, вызванный слабым солнечным освещением в зимних условиях Марса, стал причиной прекращения связи. Последние сигналы были получены 2 ноября 2008.

## Научные результаты

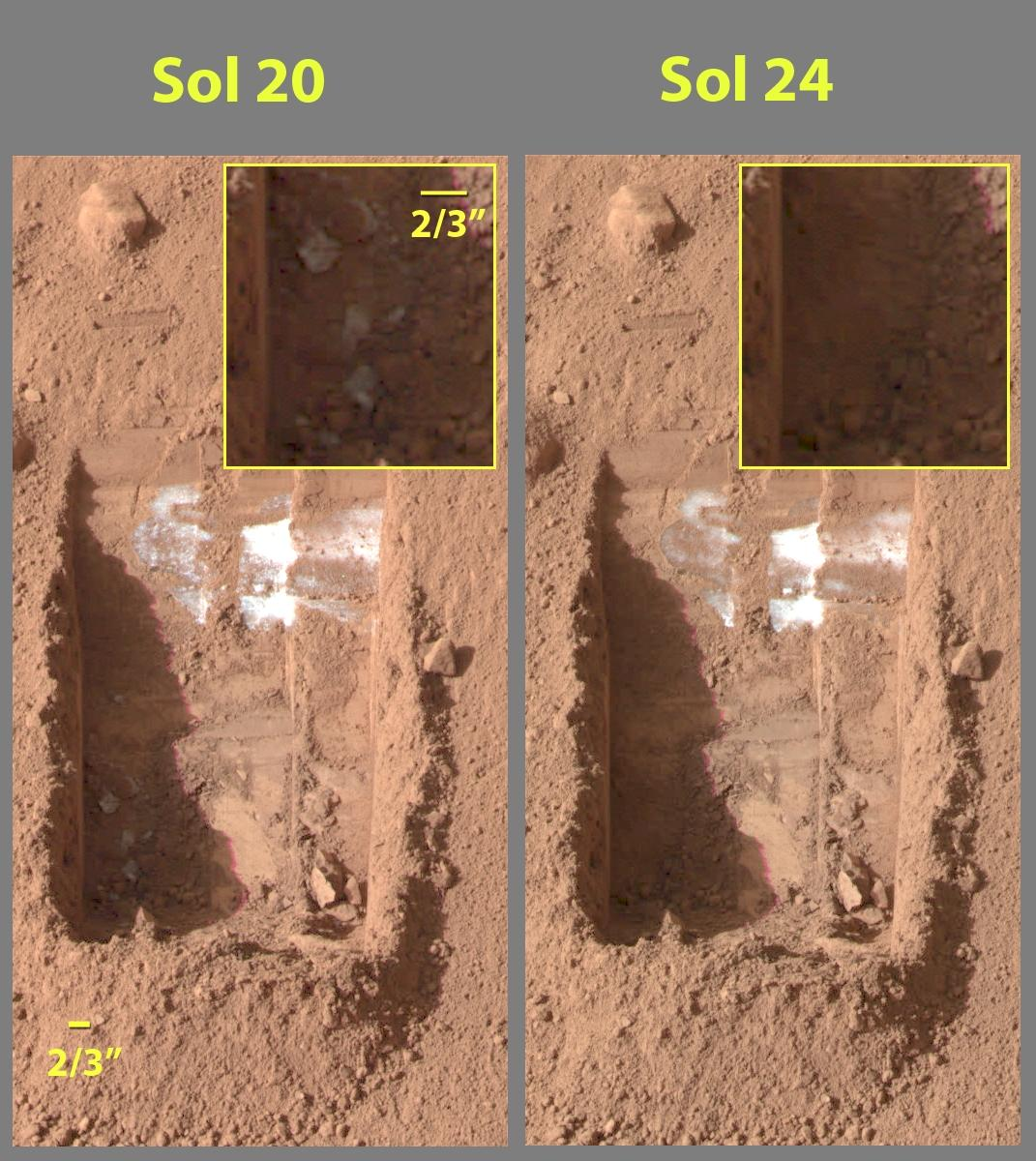
Сублимирующийся лёд

Главным научным результатом миссии стало обнаружение льда под тонким слоем грунта, а также химический анализ грунта.
В пробах марсианской почвы обнаружены следы перхлоратов (соли хлорной кислоты). Кроме того, Феникс нашёл следовые количества магния, натрия, калия и хлора. Согласно измерениям, pH грунта составил от 8 до 9 единиц, что соответствует слабощелочным земным почвам.

## Итоги миссии и текущее состояние
- Миссия аппарата выполнена. Продолжение функционирования аппарата на следующее марсианское лето изначально оценивалось как маловероятное, поэтому выход его из строя зимой не является неудачей миссии.
- Аппарат Феникс нашёл воду на Марсе[8].
- Ухудшившиеся погодные условия в марсианской арктике разрядили батареи аппарата. Во всяком случае, учёные не получали от него сигналов со 2 ноября 2008 года, когда состоялся последний короткий сеанс связи Феникса с Землёй. 11 ноября аппарат был полностью выведен из строя пыльной бурей.
- Кадры от июня 2010 года, полученные камерой HiRISE на борту Марсианского разведывательного спутника, подтвердили, что аппарат Феникс не пережил марсианской зимы, и одна из солнечных батарей сломалась под тяжестью льда из углекислого газа[9].

Запущенный с Земли в августе 2007 года и совершивший в мае 2008 года посадку на Марс в районе его северного полюса зонд Феникс привёз на Красную планету цифровую библиотеку научной фантастики.

## Фотогалерея
Сборка аппарата в «НАСА» и первые его снимки:

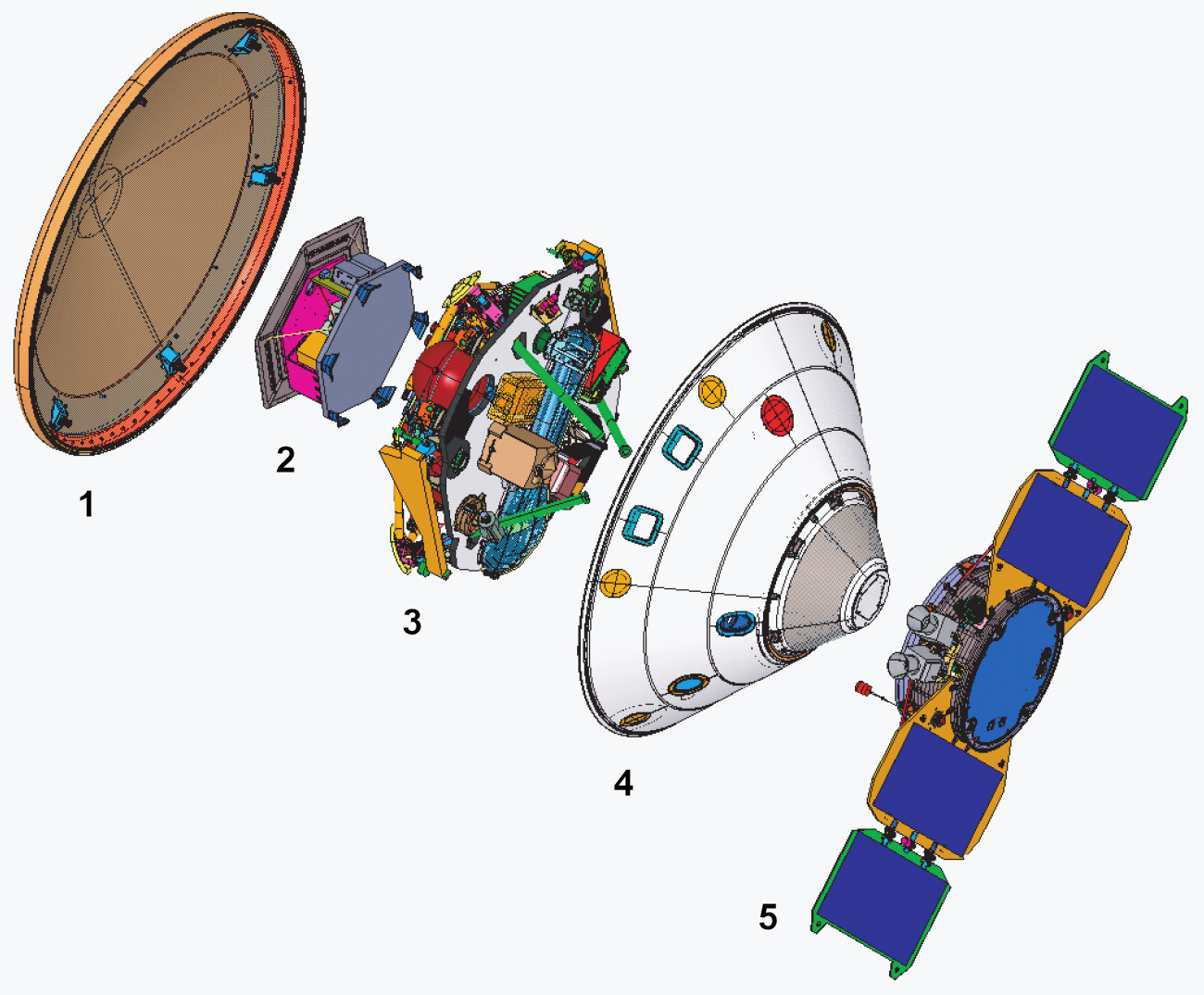
Космический аппарат Феникс
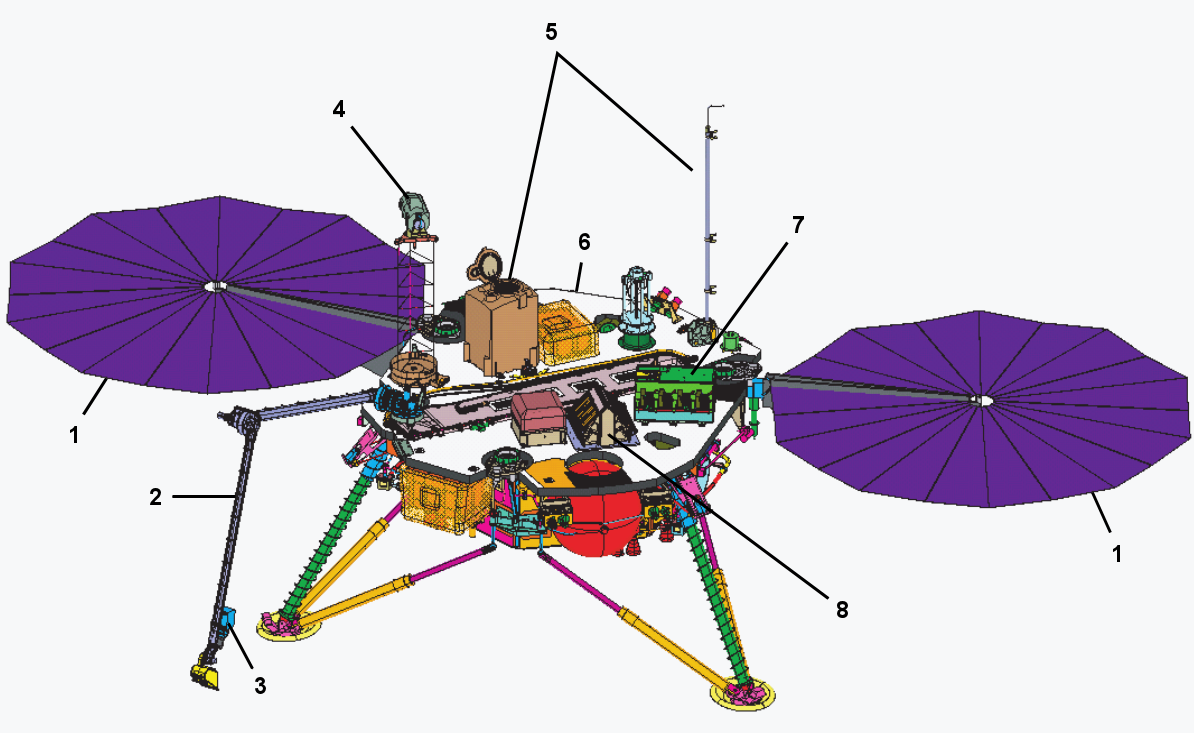
Автоматическая марсианская станция

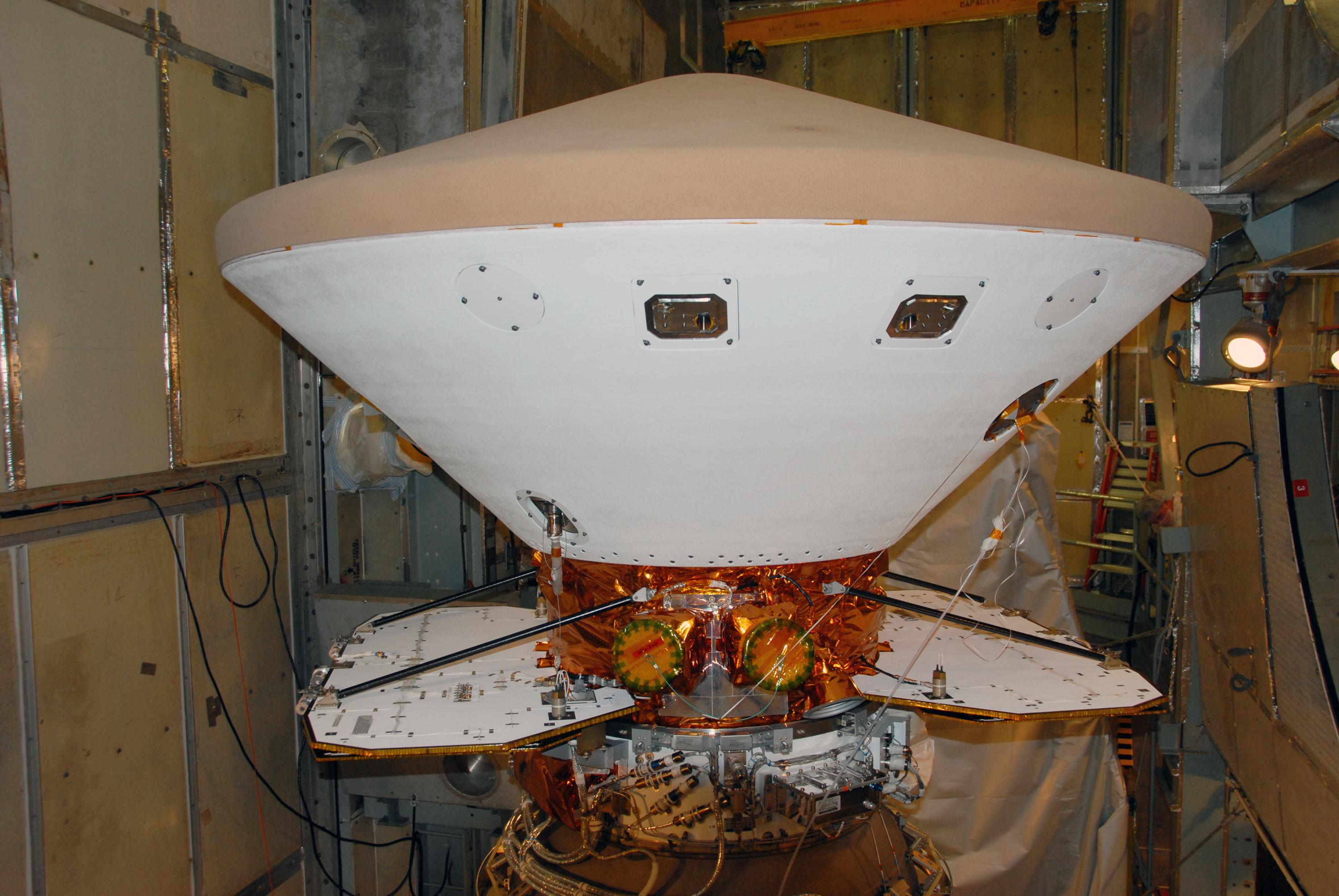
Феникс в сборе. Конический спускаемый аппарат и перелётный блок
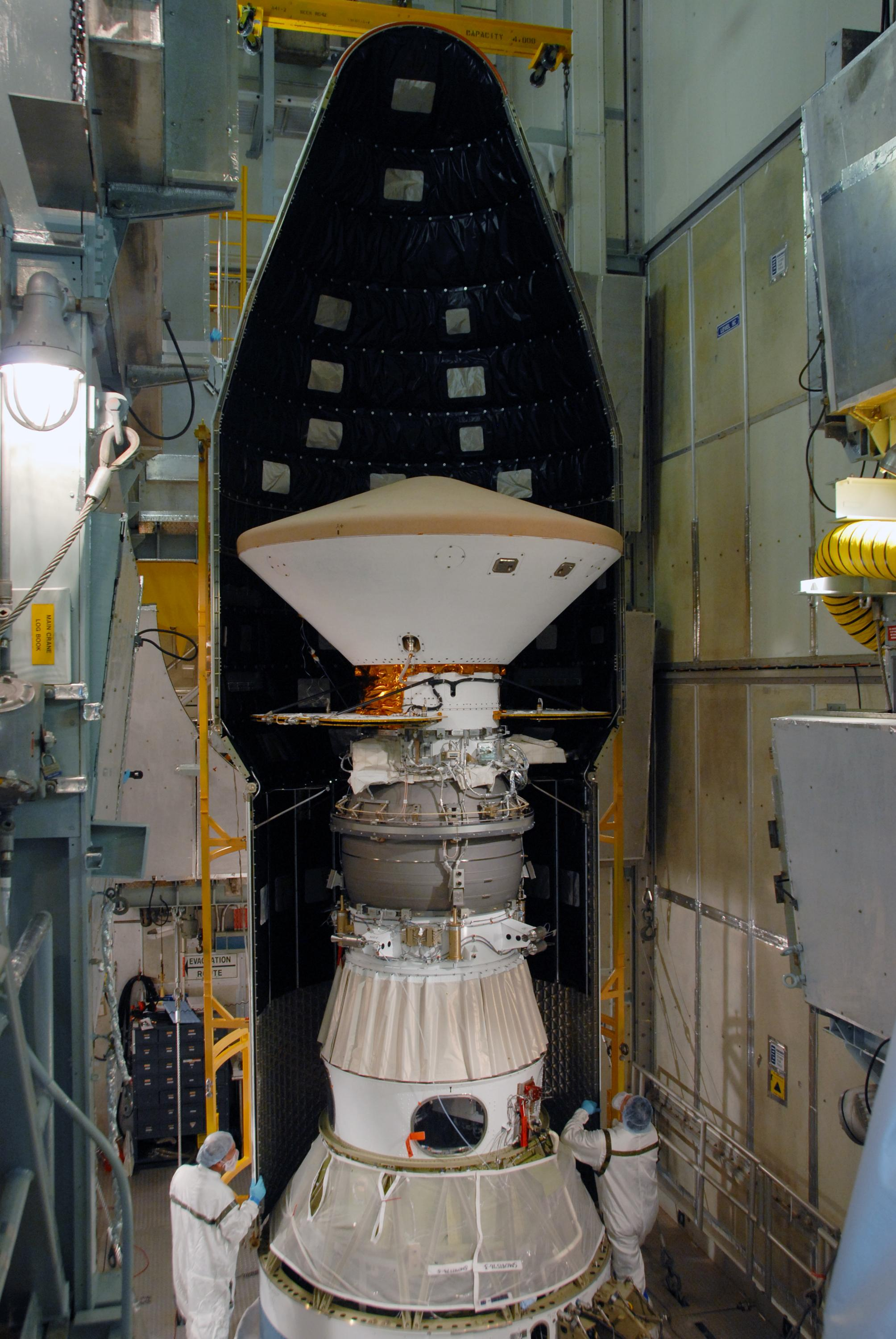
Установка головного обтекателя
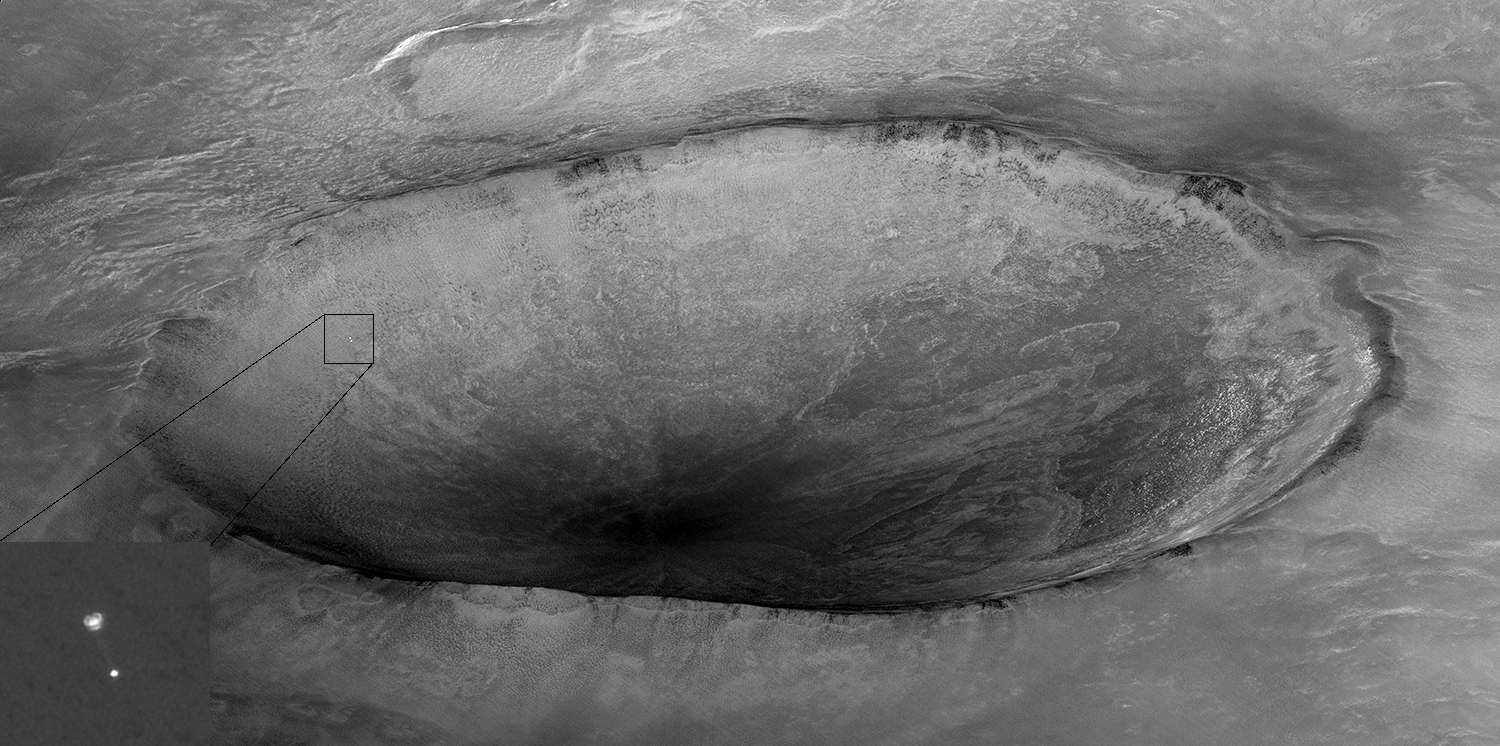
Снижение на парашюте. Снимок во время посадки получен Mars Reconnaissance Orbiter
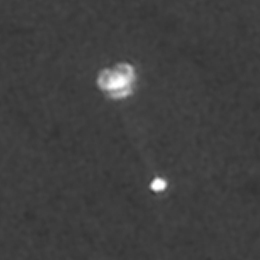
Снижение на парашюте. Снимок во время посадки получен Mars Reconnaissance Orbiter
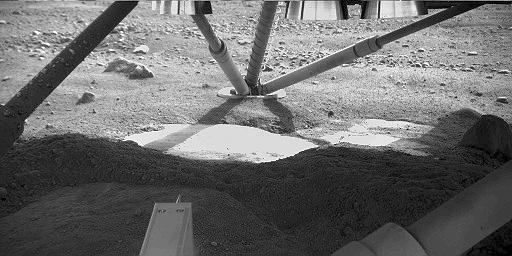
Поверхность под днищем Феникса. Возможно, виден лёд
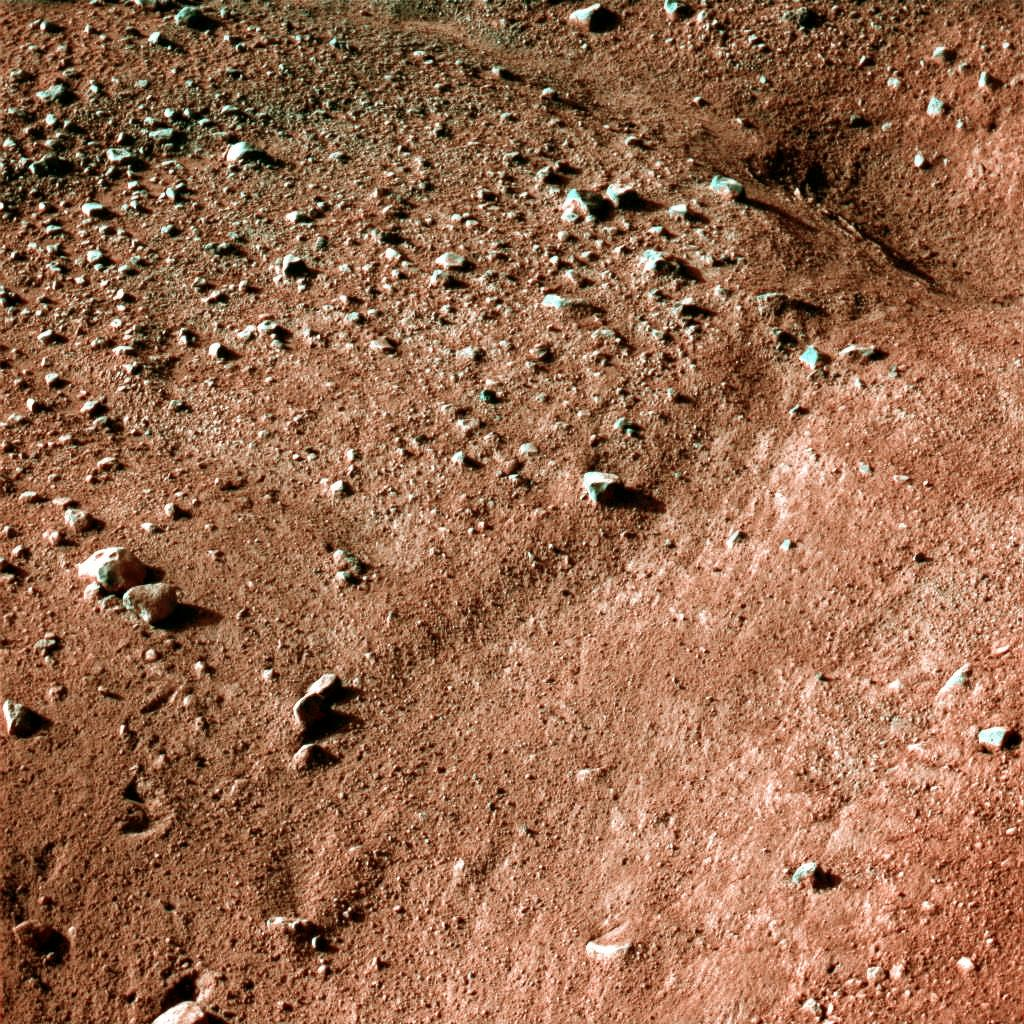
Поверхность Красной планеты
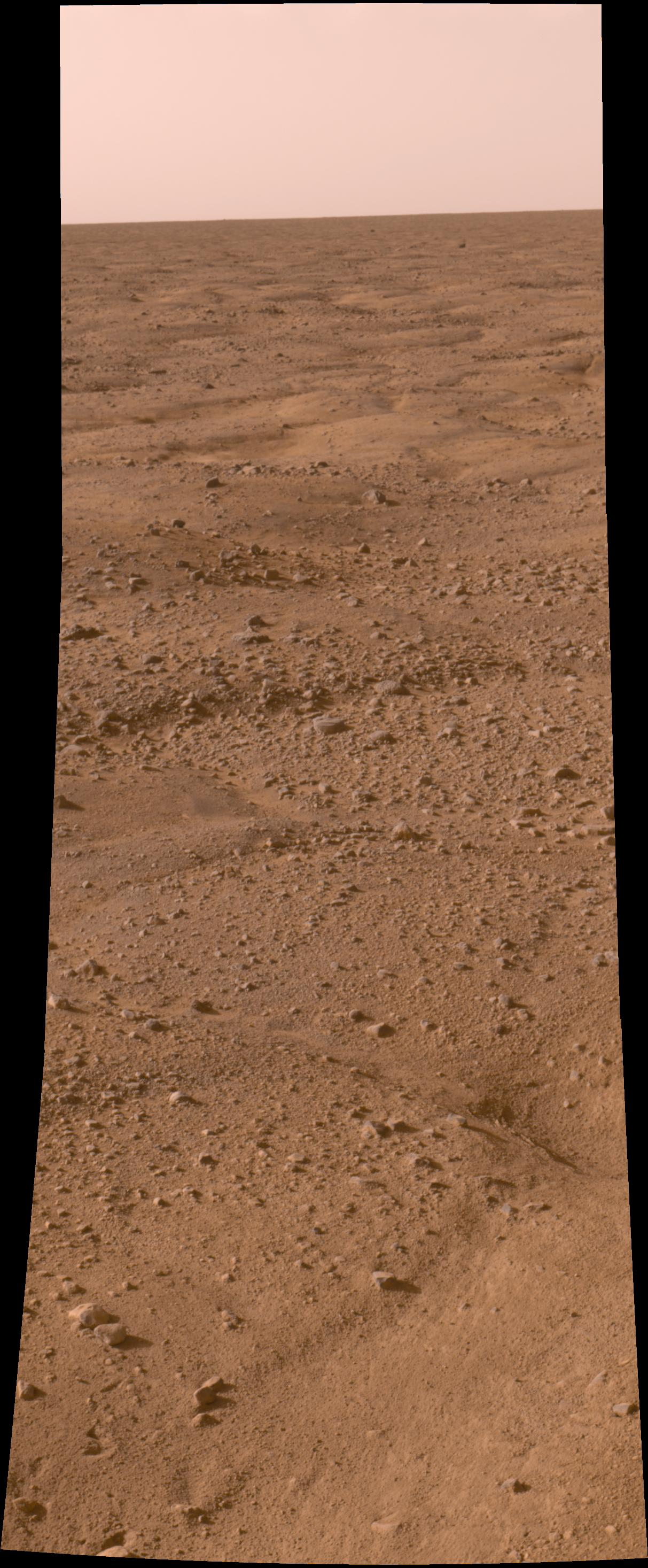
Вид Марса до горизонта
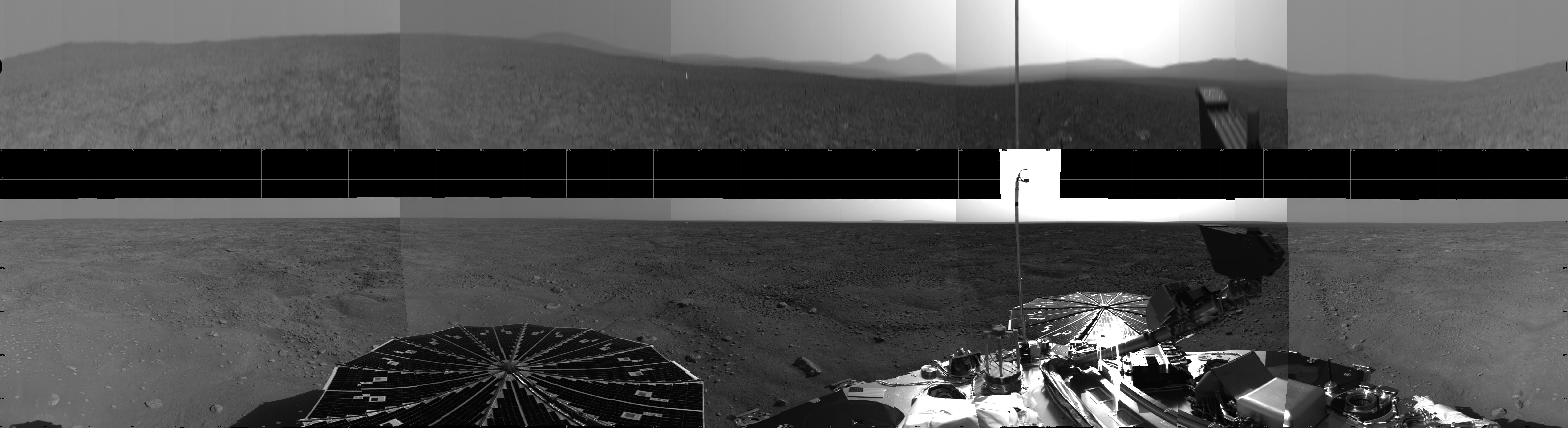
Круговая панорама места посадки